# Clairvillia amicta
Clairvillia amicta là một loài ruồi trong họ Tachinidae.